# 玉沖仁美
玉沖 仁美（たまおき ひとみ、1963年7月19日 - ）は、地方創生コンサルティングのプロデューサー。出生地は広島。大阪府大阪市にて育つ。現在は東京。株式会社紡（つむぎ）代表取締役。

## 経歴
幼稚園教諭を経て1988年リクルート（現：リクルートホールディングス）入社。就職情報誌事業部事業部を経て地域活性部にて、日本各地のモノづくり・観光事業・人材育成事業等、地方創生コンサル事業に携わる。
初代沖縄支局長を経て沖縄県に出向し、沖縄県キャリアセンターの立ち上げに従事。リクルートに戻り、じゃらんリサーチセンター初代センター長に。
独立後は、地域資源を用いた地域経済の活性化、地域産品開発をテーマとした人材育成事業、地域産品や観光事業の開発を手掛ける。
内閣府、総務省、農林水産省、経済産業省他、地方自治体の審議会委員など多数務める。内閣府男女共同参画局「女性リーダー人材バンク」に登録されている。女性職員の研修やビジネス支援にも携わる。

## 人物
リクルート地域活性部に所属していた頃、地方のワークショップに初めて参加。参加者が自分の伝えたいことがスムースに言葉にできないもどかしさを感じたり、全体のコミュニケーションが円滑ではなかったことが強く印象に残り、コミュニケーション技術に着目する。コミュニケーション技術によって課題解決のスピードアップが図れるのではないかと考え、カウンセリングやコーチングを学びはじめる。現在、ファシリテートや支援対象者とのコミュニケーションの場で、この技術を用いて取り組んでいる。

## 年譜
1984年　幼稚園教諭として学校法人寺西学園　東香里丘幼稚園に入園
1988年　株式会社リクルートに入社。
1994年　株式会社リクルート地域活性プロジェクトチーム発足に従事し異動。（後に「地域活性部」となる）
2000年　株式会社リクルート沖縄拠点開設に従事し、沖縄支局長として沖縄に移住。
2003年　沖縄県商工労働部内の雇用対策課の副参事として出向し、初代「沖縄県キャリアセンター」長に就任。
2005年　株式会社リクルート初代「じゃらんリサーチセンター」長に就任。
2007年　株式会社リクルートを退職。
2007年4月　熱海市観光戦略室の非常勤特別職、参事官、観光戦略プロデューサーに就任。
2007年7月　株式会社リクルート内のじゃらんリサーチセンター、客員研究員を務める。
2008年　株式会社紡設立。（設立当時の会社名は「株式会社　春夏秋冬」）
2016年　株式会社しまつむぎ　設立。

## テレビ番組
- 日経スペシャル ガイアの夜明け よみがえれ！温泉街　～老舗の熱海・地震が襲った能登～（2007年5月29日、テレビ東京）[5]。- 「観光戦略プロデューサー」として温泉街再生に向けた試行錯誤の取組を取材。

## 著書
- 『地域をプロデュースする仕事』（2012年10月18日、英治出版）ISBN 9784862761330